# Oscar Castelo Branco Filho
A Oscar Castelo Branco Filho (Campo Maior, 20 de dezembro de 1923) - 16 de setembro de 1984) foi um agropecuarista e político brasileiro com atuação no Piauí onde foi prefeito de sua cidade natal e deputado estadual.

## Biografia
Filho de Oscar Gil Castelo Branco e Alice Gaioso Castelo Branco, foi vereador em várias legislaturas e nas eleições de 1954 foi eleito prefeito do município de Campo Maior o qual assumiu o mandato de de 31 de janeiro de 1955 a 31 de janeiro de 1959.
Nas eleições de 1962 candidatou-se a deputado estadual pelo PTB, ficando na suplência, mas assumiu o mandato após licenciamento de titular. 
Durante o mandato de prefeito a região foi acometida pela seca que começou de 1956 até 1958 e sua administração empenhou-se em emergências para amenizar os efeitos da estiagem  e adquerido maquinário de perfuratriz para construção de poços artesianos.